# Hermann Hackmann
Hermann Hackmann (11 octobre 1913 – 20 août 1994) est un SS-Hauptsturmführer allemand et capitaine de deux camps d'extermination pendant la Seconde Guerre mondiale. 
Officier d'appel à Buchenwald et chef de la garde dite « protectrice » au camp de concentration de Majdanek, en Pologne occupée, il est décrit comme un homme brutal avec un sens de l'humour cynique. Hackmann a été jugé à trois reprises ; la première fois, il fut poursuivi par les nazis eux-mêmes, pour meurtre et détournement de fonds, et condamné à mort par le juge SS Konrad Morgen dans le cadre du procès Koch. Hackmann échappa à la sentence et fut évacué par la Gestapo.

## Procès Alliés
Hackmann est originaire d'Osnabrück. À l'âge de 26 ans, il occupe le poste d'officier SS à Buchenwald. Après la guerre, Hackmann est jugé devant un tribunal militaire américain lors du procès de Buchenwald en 1947. Il est l'un des vingt-deux accusés condamnés à mort pour crimes contre l'humanité commis à Buchenwald, mais sa peine est ensuite commuée en peine d'emprisonnement.
Les détails de ses activités à Buchenwald qui ont fait surface lors du procès le présentent comme un homme qui était très craint par les prisonniers et sujet à la violence, utilisant divers moyens pour torturer les prisonniers, notamment avec des bâtons et des fouets. Il était aussi connu pour faire s'agenouiller les prisonniers en leur donnant des coups de pied dans le scrotum.
Au cours du troisième procès de Majdanek entre 1975 et 1981, il est condamné à dix ans de prison pour avoir participé aux meurtres d'au moins 141 prisonniers dans le camp de concentration de Lublin / Majdanek,.